# Mike Rounds
Marion Michael Rounds, dit Mike Rounds, né le 24 octobre 1954 à Huron (Dakota du Sud), est un homme politique américain, membre du Parti républicain et sénateur du Dakota du Sud au Congrès des États-Unis depuis 2015. Il est auparavant gouverneur du Dakota du Sud de 2003 à 2011.

## Biographie

### Enfance et études
Mike Rounds, l'aîné d'une famille de onze enfants, grandit dans la région de Pierre. Il sort diplômé en sciences politiques de l'université du Dakota du Sud.

### Carrière politique

#### Sénateur du Dakota du Sud
Après une carrière professionnelle réussie dans les assurances, il commence sa carrière politique en 1990 en se faisant élire avec 52,5 % des voix au Sénat du Dakota du Sud, pour la circonscription de Pierre en battant Jacqueline Kelley, la sénatrice démocrate sortante.
De 1991 à 2001, Mike Rounds représente ainsi sa circonscription au Sénat de l'État. Il est réélu triomphalement en 1992, avec 59,9 % des voix, en 1994 avec 77,3 % des voix et en 1998 avec 74,9 % des voix). En 1995, il devint le chef de la majorité au Sénat et participe aux importantes réformes fiscales de l'époque.

#### Gouverneur du Dakota du Sud
En décembre 2001, Mike Rounds déclare sa candidature pour le poste de gouverneur du Dakota du Sud. Les deux favoris de la primaire républicaine, le procureur général d'État Mark Barnett et l'homme d'affaires Steve Kirby, s'échangent des publicités négatives pendant plusieurs mois tandis que Rounds mène une campagne plus positive et proche des électeurs,. Il remporte la primaire avec 44 % des voix. Le 5 novembre 2002, il est élu gouverneur avec 15 points d'avance sur le président démocrate de l'université du Dakota du Sud Jim Abbott (57 % contre 42 %). Il succède au républicain Bill Janklow. Rounds devient alors le premier habitant de Pierre, la capitale, à être élu gouverneur.[réf. nécessaire] Son colistier, le sénateur Dennis Daugaard, devient lieutenant-gouverneur.
En fonction, Mike Rounds continue une politique de maîtrise des dépenses de l'État, lui permettant d'éviter d'augmenter les impôts ou de procéder à d'importantes coupes budgétaires.
Le 6 mars 2006, il promulgue une loi, présentée par la législature de l'État, interdisant la quasi-totalité des avortements ainsi que la contraception d'urgence. Dorénavant, pratiquer une IVG dans cet État redevient un crime, punissable de cinq ans de prison pour le médecin, sauf s'il s'agit de sauver la vie de la mère. Aucune autre exception n'est tolérée, y compris en cas de viol ou d'inceste. Les législateurs de l'État espèrent qu'un recours en justice contre la loi puisse renverser l'arrêt Roe v. Wade de 1973,. En signant cette loi, le gouverneur Mike Rounds reconnaît que le texte pourrait ne pas entrer en vigueur à la date prévue, le 1er juillet 2006, prévoyant des recours devant la justice voire jusqu'à la Cour suprême. Il déclare : « Ceux qui ont présenté cette loi croient que l'avortement est mal car les enfants à naître sont les personnes les plus vulnérables et sans défense de notre société. Je suis d'accord avec eux ».
Populaire, il est facilement réélu pour un second mandat en novembre 2006, rassemblant 61 % des suffrages face au démocrate Jack Billion. Le même jour, les électeurs du Dakota du Sud rejettent à 55 % la loi qu'il a promulguée sur l'avortement.
En 2011, ne pouvant se représenter à un troisième mandat, il quitte ses fonctions de gouverneur.

#### Sénateur des États-Unis
Rounds se présente au Sénat des États-Unis lors des élections de mi-mandat de 2014 pour succéder au démocrate Tim P. Johnson. Il remporte la primaire républicaine avec 55 % des voix devant quatre adversaires avec peu de ressources,. Longtemps donné largement favori, Rounds voit ses adversaires — le démocrate Rick Weiland et l'indépendant Larry Pressler — se rapprocher dans les sondages au début du mois d'octobre,,. Cependant, Pressler devient une cible des démocrates et républicains et baisse dans les intentions de vote au profit de Rounds. Le 4 novembre 2014, Mike Rounds est élu sénateur avec 50,4 % des suffrages, devant Weiland qui obtient 29,5 % et Pressler, troisième avec 17,1 %.

### Vie privée
De religion catholique, Mike Rounds est marié depuis 1978 et père de quatre enfants[réf. nécessaire].